# San Javier Airport
San Javier Airport är en flygplats i Bolivia.   Den ligger i departementet Santa Cruz, i den centrala delen av landet, 400 km nordost om huvudstaden Sucre. San Javier Airport ligger 534 meter över havet.
Terrängen runt San Javier Airport är platt. Runt San Javier Airport är det mycket glesbefolkat, med 2 invånare per kvadratkilometer.. Närmaste större samhälle är San Javier, 3,7 km väster om San Javier Airport.
Omgivningarna runt San Javier Airport är huvudsakligen savann.